# Brødrene Cartwright
Brødrene Cartwright (engelsk: Bonanza) er en amerikansk western-serie, som blev vist i USA fra 1959 til 1973. Ingen afsnit blev vist på DR, men mange danskere kunne se serien på tysk eller svensk tv.
Western-serien handler om livet hos en far og hans tre sønner, der bor på ranchen Ponderosa nær Virginia City i Nevada. Hovedrollerne omfatter Ben (Lorne Greene), faderen, og hans tre sønner, Adam (Pernell Roberts), Hoss (Dan Blocker), og Lille Joe (Michael Landon), samt deres kok, den kinesiske Hop Sing (Victor Sen Yung).

## Personer
- Ben Cartwright – Lorne Greene
- Adam Cartwright – Pernell Roberts
- Eric "Hoss" Cartwright – Dan Blocker
- Lille Joe Cartwright – Michael Landon